# Vlagyiszlav Mihajlovics Tyernavszkij
Vlagyiszlav Mihajlovics Tyernavszkij (oroszul: Владислав Михайлович Тернавский; Kijev, 1963. május 2. –) orosz válogatott labdarúgó, edző.

## Pályafutása

### Klubcsapatban
Kijevben született. Utánpótlásszinten a Dinamo Kijev csapatában nevelkedett, de a felnőtt csapatban egyetlen mérkőzésen sem lépett pályára. A Dinamo 2-es számú csapatában játszott 1992-ben. 1994-ben a Szpartak Moszkva játékosaként megnyerte az orosz bajnokságot és az orosz kupát. 1995 és 1996 között az ukrán Csornomorec Odesza játékosa volt. 2002-ben a Jertisz Pavlodar színeiben kazah bajnoki címet szerzett. 

### A válogatottban
1994 és 1996 között 7 alkalommal játszott az orosz válogatottban. Részt vett az 1994-es világbajnokságon.

## Sikerei, díjai

### Játékosként
Szpartak Moszkva
- Orosz bajnok (1): 1994
- Orosz kupagyőztes (1): 1994

Jertisz Pavlodar
- Kazah bajnok (1): 2002